# Hendrik I van Falkenberg
Hendrik I van Falkenberg (circa 1345 - 14 september 1382) was van 1365 tot 1382 hertog van Falkenberg. Hij behoorde tot de Silezische tak van het huis Piasten.

## Levensloop
Hendrik I was de derde en jongste zoon van hertog Bolesław van Falkenberg en diens echtgenote Euphemia, dochter van hertog Hendrik VI van Silezië-Breslau. 
Na de dood van zijn vader in 1365 erfde hij samen met zijn oudere broers Bolesław II en Wenceslaus het hertogdom Falkenberg. Nadat Bolesław II en Wenceslaus gestorven waren, kreeg Hendrik in 1369 de volle regering over het hertogdom Falkenberg. In 1370 sloot hij een erfverdrag met hertogen Bolko III en Wladislaus II van Opole, waarbij zij het hertogdom Falkenburg zouden erven als Hendrik zonder nakomelingen zou sterven. 
Van 1371 tot 1376 voerde Hendrik een dispuut met bisschop Preczlaw van Pogarell van Breslau over het bezit van het kasteel Johannesberg. In 1373 schonk hij het Maagdenburgs recht aan de stad Oberglogau, waar hij in 1379 een kapittelkerk oprichtte 
In 1382 stierf Hendrik I zonder nakomelingen na te laten. Hij werd bijgezet in de Sint-Bartholomeus-kapittelkerk van Glogau. Ondanks het erfverdrag dat hij met de hertogen van Opole had gesloten, werd Falkenberg geannexeerd door koning Wenceslaus IV van Bohemen, die het aan hertog Przemysław I Noszak van Teschen wilde geven. Dit leidde tot hevig verzet van de hertogen van Opole, die uiteindelijk hun erfrechten konden doordrukken.

## Huwelijk en nakomelingen
Op 2 februari 1372 huwde Hendrik met Catharina (1353-1378), dochter van markgraaf Jan Hendrik van Moravië. Het huwelijk bleef kinderloos.